# Руфін Аквілейський
Руфін Аквілейський (лат. Rufinus Aquileiensis або лат. Tyrannius Rufinus; 345 — 410) — давньоримський письменник, перекладач, чернець часів пізньої Римської імперії.

## Життя та творчість
Народився у 345 році у місті Конкордія, розташованому неподалік від Аквілеї на північному узбережжі Адріатичного моря. Освіту здобув у Римі, де його товаришем по навчанню був Ієронім. Незабаром Руфін зустрівся з ним в Аквілеї. Зблизившися з місцевим єпископом Валеріаном, вони вели там життя аскетів.
У 373 році Руфін повернувся до Риму і звідти вирушив на Схід, щоб присвятити себе чернецтву, але опинився в Александрії Єгипетській, де протягом 6 років вивчав твори грецьких Отців Церкви, особливо Оригена. В Александрії він встановив контакти з прихильниками та наступниками Оригена: Дідимом Сліпим і майбутніми єпископами Йоаном Єрусалимським і Феофілом Александрійським. У 378 році Руфін перебрався до Єрусалиму і на Єлеонській горі заснував монастир. Коли у 386 році у Вифлеємі влаштувався Ієронім, дружні стосунки між ними поновилися. Однак у зв'язку з дискусією, що виникла навколо вчення Оригена, у них почалися розбіжності. Незабаром мир був відновлений, але ненадовго. У 393 році Руфін, який прийняв на той час сан священника, поїхав до Італії і там опублікував свій переклад трактату Оригена «Про засади» (De principiis). У передмові він мав необережність згадати про захоплення, яке колись відчував до Оригена Ієронім. Для останнього це послужило сигналом до атаки. Розлючений одкровенням тепер вже колишнього друга, він оголосив йому відкриту війну. Перш за все, він підготував свій, повний, переклад оригенівської книги, щоб зробити очевидним її єретичний характер і викрити Руфіна у фальсифікації. Відбувся обмін памфлетами: «Апологією проти Ієроніма» (Apologia in Hieronymum) у 2 книгах і «Апологією проти Руфіна» у 3 книгах — і остаточний розрив відносин.
Миролюбний Руфін змушений був виправдовуватися перед папою римським Анастасієм I: «Апологія до Анастасія» (Apologia ad Anastasium). Воліючи триматися осторонь, він віддалився у 398 році до Аквилеї і там з головою занурився в перекладацьку роботу: переклав на латинську мову 118 гомілій (проповідей) Оригена, його тлумачення на «Пісню Пісень» і на «Послання до Римлян», а також твори Василія Великого, Григорія Богослова і деяких інших грецьких богословів. Особливо вдалим був переклад «Церковної історії» Євсевія, яку Руфін, додавши дві книги від себе, продовжив з 324 року до смерті Феодосія у 395 році.
Одночасно з перекладами Руфін створив оригінальні твори: «Коментар до Символу віри апостолів» (Commentarius in symbolum Apostolorum), невеликий трактат «Про підробку книг Оригена» (De adulteratione librorum Origenis), 2 книги «Про благословенних патріархів» (De benedectione patriarcharum), екзегетичний твір, присвячений пророчому благословенню Якова синам.
Набіги вестготів змусили Руфіна бігти на південь до Сицилії. Там, у Мессіні, він і помер у 411 році.

## Стиль
Стиль перекладних і самостійних творів Руфіна завжди суворий і витончений. Письменник досконало володів зброєю іронії, яку застосовує з обачністю, ніколи не впадаючи в шаленство і лють, які були властиві його противнику Ієроніму.

## Звернення до спадщини в українській культурі
у 1866 р. історик-василіянин о. Анатолій Кралицький на основі праці «Життя отців» (De vitis Patrum), авторство якої приписують Руфіну, написав розвідку «Пустельницькі колонії в Єгипті».